# Antarctodomus
Antarctodomus là một chi ốc biển, là động vật thân mềm chân bụng sống ở biển trong họ Buccinidae.

## Các loài
Các loài trong chi Antarctodomus gồm có:
- Antarctodomus okutanii Numanami, 1996[2]
- Antarctodomus thielei (Powell, 1958)[3]